# بارول
بارول (به انگلیسی: Barwell) یک روستا و محله مدنی در بریتانیا است که در هینکی و بوسورت واقع شده‌است. بارول ۹٬۰۲۲ نفر جمعیت دارد.